# Brug 973
Brug 973 is een bouwkundig kunstwerk in Amsterdam-Noord.
De brug voor voetgangers en fietsers maakt deel uit van de infrastructuur voor langzaam verkeer in dit deel van Amsterdam-Noord. Deze infrastructuur ligt op maaiveldniveau terwijl de infrastructuur voor snel verkeer, waaronder de IJdoornlaan op een dijklichaam ligt. Net als haar zusje, brug 975, zorgt ze voor langzaam verkeer de verbinding tussen twee buurten in de wijk Banne Buiksloot, die hier gescheiden worden door de afwateringstocht behorende bij die laan.
Het ontwerp voor deze brug is afkomstig van Dirk Sterenberg en de Dienst der Publieke Werken. Hij had voor dit soort parkachtige omgevingen een soort basisontwerp waarop hij varieerde (zie bijvoorbeeld brug 610 in het Sloterpark). De brug rust op betonnen brugpijlers met daarop een betonnen juk. De overspanning wordt gedragen door houten balken, waarop houten planken en houten leuningen en balustraden zijn gemonteerd. De brug heeft een donkerbruin uiterlijk. De brug heeft gescheiden verkeersstroken voor voetgangers (2x) en fietsers. Curieus is dat aan beide uiteinden van de brug de zijleuningen en balustraden terugkomen in die scheiding, terwijl midden op de brug alleen ribbels zijn neergelegd.

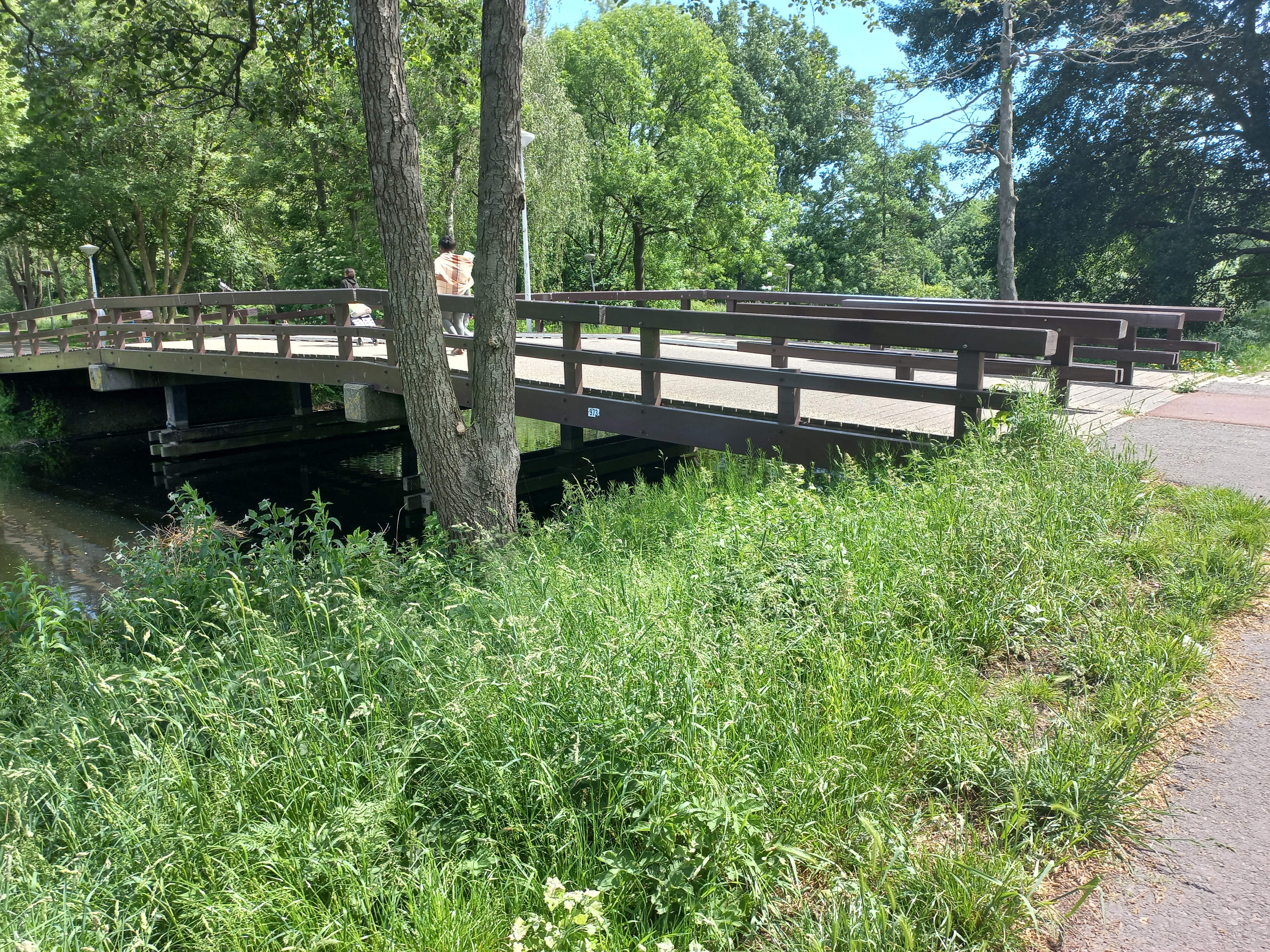
Zijaanzicht op brug 973 (mei 2022)

<<< · 900 · 901 · 904 · 905 · 906 · 907 · 908 · 909 · 912 · 913 · 914 · 915 · 916 · 917 · 918 · 919 · 920 · 923 · 924 · 930 · 932 · 933 · 934 · 935 · 936 · 937 · 939 · 943 · 944 · 945 · 946 · 947 · 948 · 949 · 950 · 951 · 952 · 953 · 954 · 956 · 957 · 958 · 959 · 960 · 961 · 962 · 963 · 964 · 965 · 966 · 967 · 968 · 970 · 971 · 972 · 973 · 974 · 975 · 978 · 979 ·  980 · 981 · 984 · 985 · 986 · 987 · 988 · 989 · 990 · 991 · 992 · 993 · 994 · 995 · 996 · 997 · 998 · 999 · >>>
Brugnummers  902, 903, 910, 911, 920, 921, 922, 925, 926, 927, 928, 929, 931, 937, 938, 940, 941, 942, 955, 969, 976, 977, 982, 983 zijn niet (meer) vergeven.